# ミカエル・アペルグレン
ミカエル・アペルグレン（Mikael Appelgren, 1961年10月15日 - ）は、スウェーデン・ストックホルム出身の元卓球選手。1983年ワールドカップ男子シングルス優勝。1985年世界選手権男子ダブルス優勝。
左利きで、中陣からの両ハンド攻撃を得意とし、1980年代から1990年代前半に活躍。ヤン＝オベ・ワルドナーやヨルゲン・パーソンらへと続くスウェーデン黄金時代を支えた。オリンピックにも1988年のソウルオリンピック、1992年のバルセロナオリンピックの2大会に出場を果たした。

## 主な成績
- 世界卓球選手権団体優勝（1989年、1991年、1993年）、準優勝（1983年、1985年、1987年、1995年）[2]
- 世界卓球選手権ダブルス優勝（1985年）[2]
- ヨーロッパ卓球選手権シングルス優勝（1982年、1988年、1990年）[2]
- ヨーロッパ卓球選手権ダブルス優勝（1988年）、準優勝（1986年、1992年）[2]
- ヨーロッパトップ12優勝（1982年、1990年）[2]
- ヨーロッパユース選手権ダブルスジュニアの部優勝（1979年）[2]